# غتشليك (قرة باشلو)
غتشليك (بالفارسية: گچلیک) هي قرية تقع في إيران في قسم قرة باشلو الريفي (مقاطعة درغز). يقدر عدد سكانها بـ 127 نسمة .